# Anomala eumiops
Anomala eumiops är en skalbaggsart som beskrevs av Ohaus 1925. Anomala eumiops ingår i släktet Anomala och familjen Rutelidae. Inga underarter finns listade i Catalogue of Life.